# Rurouni Kenshin: Seisōhen
Rurouni Kenshin: Seisōhen (るろうに剣心 -明治剣客浪漫譚- 星霜編 Rurōni Kenshin Meiji Kenkaku Romantan Seisōhen?), conocida en España como Kenshin, El Guerrero Samurái: Final, es la segunda OVA de la serie de anime Rurouni Kenshin.

## Sinopsis
El OVA comienza con un montaje de la vida de Kenshin, contados desde el punto de vista de Kaoru. Kenshin, se tortura de nuevo sintiéndose feliz después de un pasado tan destructivo y por eso decide vagar otra vez. Kaoru es fuerte y lo apoya, prometiendo darle la bienvenida a casa con una sonrisa y con su hijo. Durante quince años, él vaga, volviendo de vez en cuando.
Sin embargo, esto hace que su hijo, Kenji Himura sienta un resentimiento hacia Kenshin debido al abandono. En su adolescencia, se marcha para Kioto donde espera aprender el Hiten Mitsurugi-Ryu de Hiko Seijurō, esperando ser tan fuerte como su padre, y crear su propia leyenda. Sin embargo, al poco tiempo Yahiko Myōjin lo detecta a petición de Kaoru.
Rurouni Kenshin: Seisōhen, ha recibido críticas mixtas en su lanzamiento, los críticos han elogiado el arte, la animación y la música de la serie, pero han criticado su historia y el desarrollo de los personajes.
Cabe destacar que el creador original del manga, Nobuhiro Watsuki, sólo permitió el uso de la franquicia de la serie para producir este OVA, no teniendo injerencia en la historia ni en el desarrollo. Según Watsuki, él "quería que la historia tuviera un final feliz", por lo que no le pareció participar en este final tan trágico de la historia, además él afirma que no es parte del canon original y no debe ser entendido como canónico.

## OVAs de la serie
1. Reflexión: Las 2 OVAs, conocididas como OVA 5 y OVA 6, en su conjunto tienen este nombre.

## Personajes
- Kenshin Himura también conocido como Hitokiri Battōsai.
- Kamiya Kaoru
- Enishi Yukishiro
- Kurogasa (Jin-e)
- Kenji Himura - hijo de Kenshin y Kaoru
- Yahiko Myōjin
- Sanosuke Sagara